# Mohammad al-Amin-moskee (Beiroet)
De Mohammad al-Amin-moskee is een moskee op het Martelarenplein in het centrum van Beiroet, de hoofdstad van Libanon.

## Geschiedenis
De bouw van de moskee begon in 2003 op initiatief van de toenmalige premier van Libanon, Rafik Hariri, die ook zeggenschap had over het bedrijf Solidere dat leiding gaf aan de wederopbouw van het centrum van Beiroet en de gebieden rondom de moskee. De moskee werd in 2006 ingehuldigd, één jaar nadat Rafiq Hariri bij een aanslag om het leven was gekomen.
Tegenwoordig bevindt het graf van Rafik Hariri zich naast de moskee.

## Architectuur
De moskee sluit deels aan op de klassieke Ottomaanse architectuur en is voorzien van vier minaretten van 72 meter hoog die rond de 42 meter hoge koepel zijn geplaatst.